# Holling
Holling – miejscowość i gmina we Francji, w regionie Grand Est, w departamencie Mozela.
Według danych na rok 1990 gminę zamieszkiwało 277 osób, a gęstość zaludnienia wynosiła 57 osób/km² (wśród 2335 gmin Lotaryngii Holling plasuje się na 772. miejscu pod względem liczby ludności, natomiast pod względem powierzchni na miejscu 1023.).